# Tú eres mi destino
Tú eres mi destino é uma telenovela mexicana produzida por Ernesto Alonso para a Televisa e exibida pelo El Canal de las Estrellas entre 5 de março e 21 de setembro de 1984
É um remake das novelas Cartas de amor e Cartas sin destino, também produzidas por Ernesto Alonso em 1960 e 1973, respectivamente.
Foi protagonizada antagonicamente por Claudia Islas junto com Enrique Álvarez Félix e co-protagonizada por María Rubio.

## Sinopse
O escritor e jornalista Eugenio Dávila perde sua esposa e sua filha em um acidente de avião que também lhe prejudica. Parece que seu mundo terminou, mas a vida lhe trará muitas surpresas. Ele se casa com a fria Rebeca, quem junto com seu amante lhe rouba um livro e o apresenta como se fosse seu. Eugenio defraudado se instala em uma humilde vizinhança, onde conhece a Úrsula, Rosa Martha e Fabián, este último está apaixonado por Rosa Martha. Quando Fabián descobre que Eugenio é um prestigiado escritor, pede sua ajuda para que lhe escreva cartas de amor para assim poder apaixonar a Rosa Martha.

## Elenco
- Claudia Islas - Rebeca de Dávila[3]
- Enrique Álvarez Félix - Eugenio Dávila[4]
- María Rubio - Úrsula
- Óscar Servín - José Luis
- Norma Lazareno - Mercedes
- Miguel Manzano - Don Fausto
- Laura Flores - Rosa Martha
- Ninón Sevilla - Licha del Rey
- Eduardo Yáñez - Fabián
- Marcela de Galina - Esperanza
- Edna Bolkán - Paulina
- Maristel Molina - Karina
- Tony Bravo - Javier
- Fernando Sáenz - Homero
- Alicia Osorio - Gloria
- Luis Mario Quiroz - José María
- Aurora Alonso - Vicenta
- Sara Guash - Carolina
- Ana Martín - Fulvia
- Uriel Chávez - León
- Francisco Avendaño - Fernando
- Carmen Cortés - Braulia
- Queta Carrasco - Jacinta
- Alfredo Castillo - Francisco
- María Marcela - Esperanza

## Prêmios e indicações

### TVyNovelas
| Categoria                | Indicado(a)   | Resultado |
| ------------------------ | ------------- | --------- |
| Melhor atriz antagonista | Claudia Islas | Indicado  |
| Revelação masculina      | Tony Bravo    | Indicado  |